# Mokry-Mészáros Dezső
Mokry-Mészáros Dezső, eredetileg Mészáros (Sajóecseg, 1881. április 5. – Miskolc, 1970. január 9.) autodidakta festőművész.

## Élete, munkássága
Mészáros Dezső Sajóecsegen született. Az elemi iskolát apja keze alatt végezte, majd tizenkét évesen cseregyerekként a Szepességbe került. Gimnáziumi tanulmányait Miskolcon, az Evangélikus Református Gimnáziumban kezdte el, majd 1901-ben Nagyrőcén érettségizett. Ezt követően egy évet a Debreceni Gazdasági Tanintézetben töltött. 1903-tól a Magyaróvári Gazdasági Akadémián tanult, itt szerzett oklevelet 1905-ben. Ezután Muhi pusztán dolgozott gazdatisztként. Szabadidejében rajzolással és festéssel foglalkozott. 1907-től egy évig Budapesten volt jégbecslő a Gazdák Biztosító Szövetkezeténél. A fővárosban ismerkedett meg a hivatalos művészettel.
1908-ban Olaszországba utazott, és végül Capri szigetén állapodott meg: festett, dolgozott. Első kiállítására 1910-ben került sor Budapesten, a Művészházban. Caprin megismerkedett Makszim Gorkijjal és Gulácsy Lajossal, s utóbbi rábeszélésére 1912-ben Párizsba ment, ahol a festő ajánlásával bemutatkozhatott festményeivel. Ezután Spanyolország következett, de kalandos élete során – zoológiai és régészeti expedíciók tagjaként – bejárta Oroszországot, Törökországot, Egyiptomot, Indiát, Ceylont. Az első világháború idején Miskolcon élt, majd Budapestre költözött. Ott kapcsolatba került a Spirituális Művészek és a Magyar Képírók csoportjával, kiállításaikon rendszeresen szerepelt.
1945-ben belépett a Magyar Művészek Szabad Szervezetébe, majd 1948-ban visszatelepült Miskolcra, és az olaj- és temperafestészeten kívül kerámiafestéssel is foglalkozott. Az 1950-es években megromlott a látása, szembetegsége miatt visszavonult a művészettől, bár még a ’60-as években is állított ki. Alkotásai közül számos a Herman Ottó Múzeumban tekinthető meg (, ).

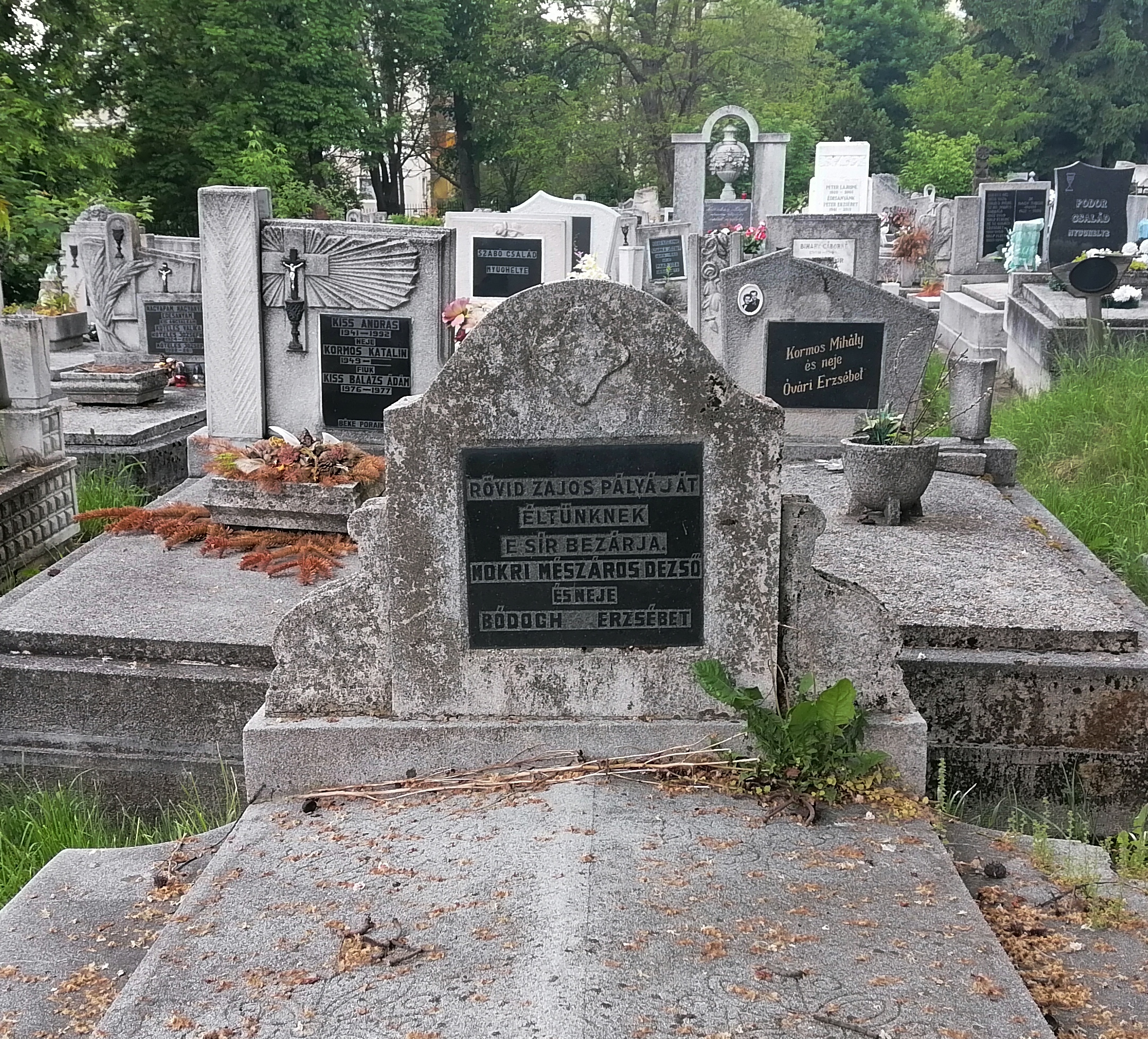
Sírja a Deszkatemetőben

Mokry-Mészáros Dezsőt sokszor „csupán” naiv festőnek tekintik, pedig a naiv festészet alkotó korszakának csak egy részét jellemzi. Első korszakában a mikroszkóp alatt megfigyelt, felnagyított és átértékelt fantasztikus témákat dolgozott fel. Ezeket mutatta be 1910-es első kiállításán. Második korszakára az úti élmények, az ősművészetek iránti vonzalom hatott. A harmadik szakaszban pedig valószerű motívumokat, a magyar történelem és a népmesék világát, a magyar paraszti életet  ábrázoló tájképeket alkotott.
Művészete kapcsán írta Bánszky Pál művészettörténész: „Korai alkotói periódusában saját találmányú eljárásokat alkalmazott… Ha szántóföldeket ábrázolt, a tubusból kinyomott festéket a szó szoros értelmében úgy szántja fel egy kis fa- vagy vasdarabbal, ahogy a primitív ember szántja fel a maga szántóföldjét. Ha ki akarta valahogy fejezni, hogy egy fantasztikus ősállat szerinte halakkal táplálkozott, akkor a nyers agyagba egyszerűen beragasztotta a halnak a csontszilánkjait…”. Más egy kiállítása kapcsán írta kritikájában: „Művészete, mellyel… hosszú elvonultság után lép a nyilvánosság elé, a begubózottság nem is egy furcsaságát viseli magán, szinte ideges tartózkodást minden közkeletűnek látszó módtól és dologtól, és azt a gondos óvakodást is, nehogy valahonnét bármit tanuljon, ami különállásában veszélyeztetné. Mokry-Mészáros legtöbbnyire praehisztórikusnak, vagy kozmikusnak elgondolt témákba öltözteti képzeletét, abban a hiszemben, hogy bennük könnyebben virágoztathatja ki misztikus és jelképes hajlandóságait. Úgy fest, mintha egy régen eltünt nép gyermeke volna, nem törődik az arányokkal, a perspektívával, nincsenek árnyékai, nincsen tere és nincs levegője, sőt a színek önmagukban világító, vagy egymásra vonatkoztatott szépségeit is kerüli. Szörnyű lényeket, kígyókat, félelmesen fantasztikus vadállatokat léptet elénk, kihalt világokat támaszt fel.”

## Egyéni kiállításai
- 1911 – Galerie Sagot, Párizs, Franciaország
- 1911 – Galerie Aschnur, Párizs, Franciaország
- 1913 – Helsinki, Finnország
- 1930 – Tamás Galéria, Budapest
- 1931 – Tamás Galéria, Budapest (Czóbel Bélával)
- 1978 – Herman Ottó Múzeum, Miskolc
- 1978 – Kecskeméti Katona József Múzeum: Magyar naiv művészek gyűjteménye (emlékkiállítás)

## Válogatott csoportos kiállításai
- 1910, 1913 – Művészház, Budapest
- 1924, 1925, 1928, 1939, 1944 – Spirituális Művészek Szövetségének kiállítása, Nemzeti Szalon, Budapest
- 1931 – Tavaszi Tárlat, Nemzeti Szalon, Budapest
- 1933, 1935, 1936, 1937, 1939 – Magyar Képírók Kiállítása, Nemzeti Szalon, Budapest
- 1966 – Naiv Művészeti Triennále, Pozsony, Csehszlovákia
- 1967 – Magyar Naiv Művészek, Székesfehérvár